# Bephratelloides ablusus
Bephratelloides ablusus är en stekelart som beskrevs av Grissell och Foster 1996. Bephratelloides ablusus ingår i släktet Bephratelloides och familjen kragglanssteklar. Inga underarter finns listade.